# Isoctenus latevittatus
Isoctenus latevittatus är en spindelart som beskrevs av Lodovico di Caporiacco 1954. Isoctenus latevittatus ingår i släktet Isoctenus och familjen Ctenidae.
Artens utbredningsområde är Franska Guyana. Inga underarter finns listade i Catalogue of Life.